# Norwegian Bliss
Le Norwegian Bliss est un navire de croisière construit par les chantiers Meyer Werft de Papenburg pour la compagnie Norwegian Cruise Line. Il est le 5e paquebot de la classe Breakaway et est mis en service en 2018. Le navire a quitté le chantier naval le 13 mars et a été livré le 19 avril 2024.
Il a deux sister-ships : le Norwegian Joy et le Norwegian Encore.